# Bell River (Macquarie River)
Der Bell River ist ein Fluss in der Mitte des australischen Bundesstaates New South Wales.
Er entspringt bei der Siedlung March nördlich der Stadt Orange. Dann fließt er nordwärts und mündet bei Wellington in den Macquarie River. 